# Diana Kovacs
Diana Kovacs (ur. 24 kwietnia 1991) – rumuńska judoczka. Startowała w Pucharze Świata w latach 2008 i 2011-2014. Wicemistrzyni igrzysk frankofońskich w 2013. Druga na ME juniorów w 2009 i 2010. Wicemistrzyni Rumunii w 2014 roku.